# بط إسكوبي

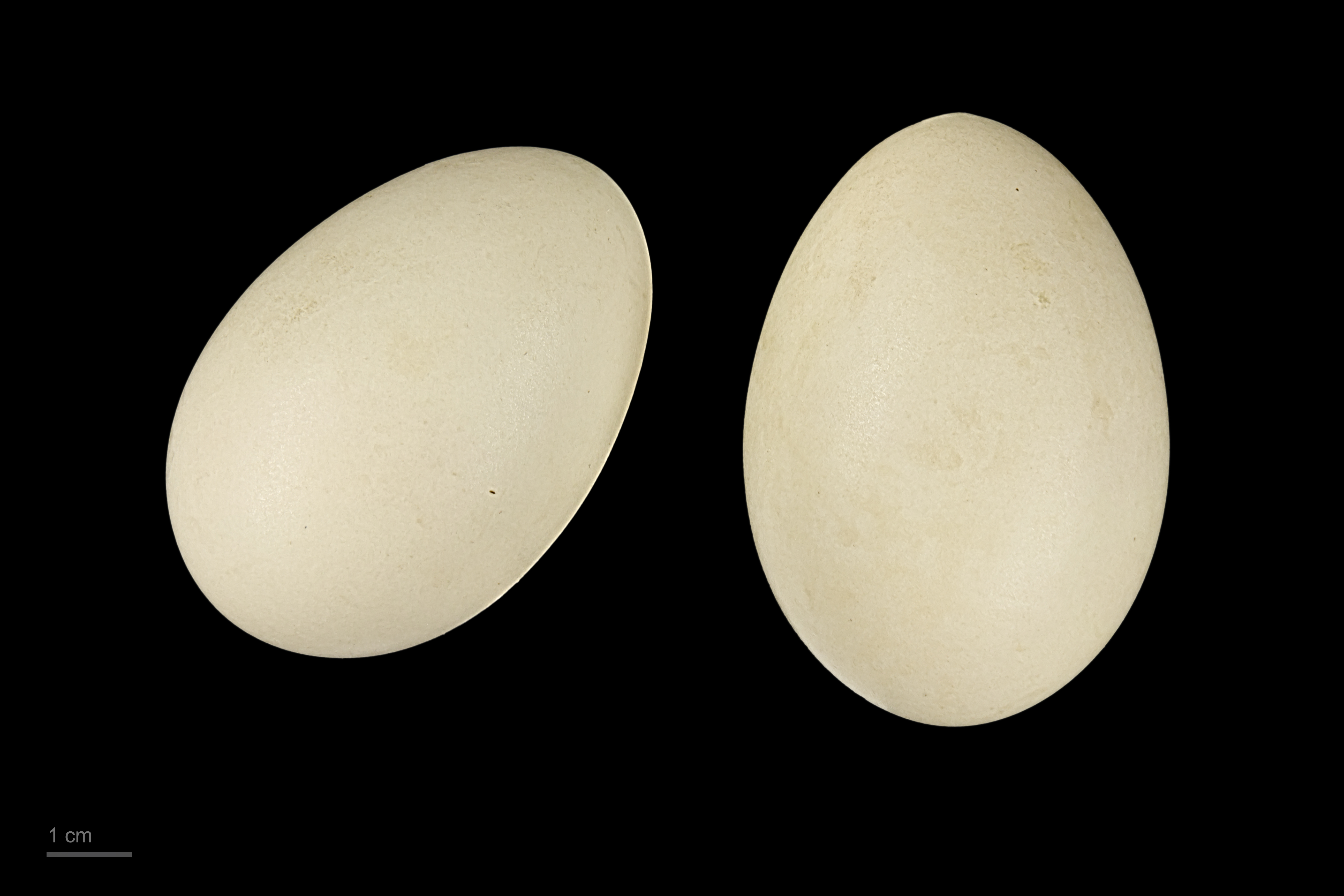
بيضتان للبط الإسكوبي.

بط إسكوبي (الاسم العلمي:   Aythya  marila) (بالإنجليزية: Greater  Scaup)‏ هو طائر ينتمي إلى إوزيات (فصيلة: Anatidae).